# 卡氏菌属
卡氏菌属為梭菌目毛螺菌科的一属严格厌氧的革兰氏阴性菌。不产芽胞。此属的模式种也是唯一种为疾卡氏菌(Catonella )。

## 下属物种
- 疾卡氏菌 Catonella morbi Moore and Moore 1994